# Karim Ziad

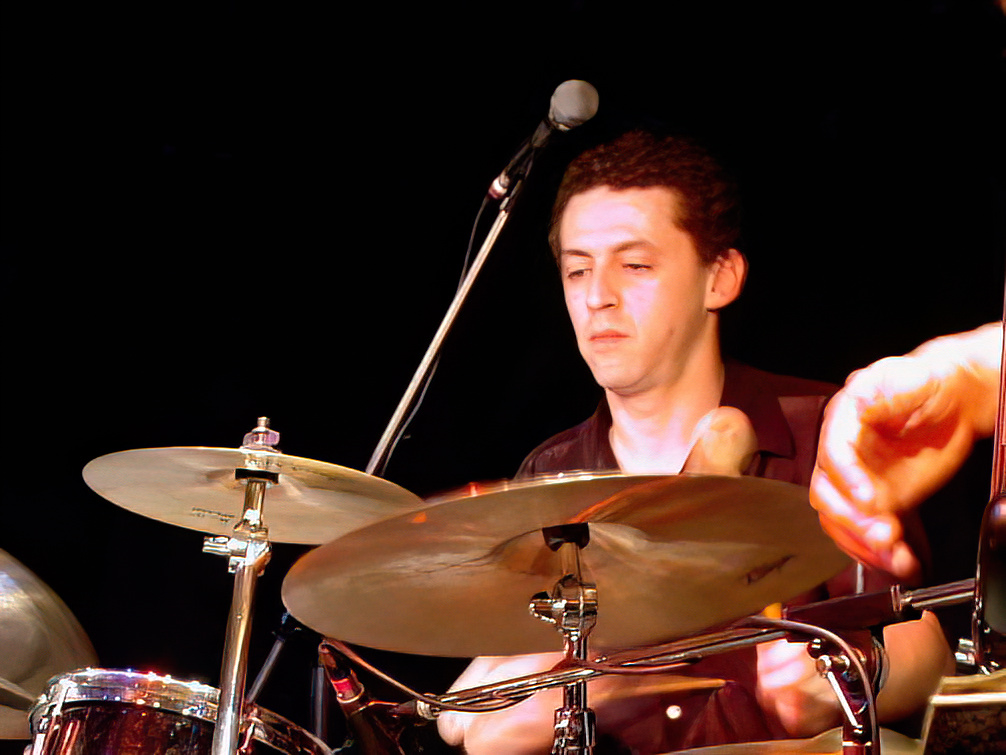
Karim Ziad, 2002 im Jazzclub Unterfahrt in München

Karim Ziad (* 1966 in Algerien) ist ein Jazz- und Weltmusik-Schlagzeuger. Als Multiinstrumentalist spielt er neben diversen Perkussionsinstrumenten auch Gitarre, Gumbri (marokkanische Basslaute) und singt.

## Leben
Karim Ziad gehört den Berbern an und wuchs in Algier auf. Mit 20 Jahren wanderte er nach Paris aus, wo er sehr schnell Anschluss an die lokale Welt- und Fusionmusikszene fand. Dort arbeitete er mit Künstlern wie Cheb Mami und Nguyên Lê zusammen, wodurch er wachsende Bekanntheit erfuhr. Ende der 1990er wurde er von Joe Zawinul für dessen Projekt The Zawinul Syndicate engagiert. Karim Ziad spielte unter anderem auch mit der WDR-Bigband (Jazz al' Arab) und neben Gwilym Simcock, Rhani Krija und Kai Eckhardt in Torsten de Winkels Projekt The Art of Uncertainty (arte concert).
Ziad ist weiterhin musikalischer Leiter des Gnawa-Festivals im marokkanischen Essaouira.

## Stil und musikalische Einflüsse
Ziad verbindet traditionelles Rhythmen aus Nordafrika und dem Maghreb mit europäischen und amerikanischen Sounds. Dabei ist er nicht auf den Jazz fixiert, sondern engagiert sich auch in genreübergreifenden Projekten. Als Einflüsse nennt er unter anderem Chaâbi (algerische Volksmusik), die Gnawa-Traditionen (2015 kam es zur Zusammenarbeit mit Mahmoud Guinea), Beduinengesänge, Raï sowie ägyptische Filmmusiken und französische Chansons.

## Diskografie
- Ifrikya (ACT 2001)
- Chabiba (Sauvage 2004)
- Dawi (Intuition 2007)
- Jdid (mit Jacques Schwarz-Bart, Guillaume Perret, Tigran Hamasyan, Bojan Z, Linley Marthe, Hadrien Feraud u. a.; 2012)